# Pioneer Natural Resources
Pioneer Natural Resources est une entreprise américaine fondée spécialisée dans l'extraction d'hydrocarbure notamment de gaz de schiste.

## Histoire
En octobre 2020, Pioneer Natural Resources annonce l'acquisition de Parsley Energy pour 4,5 milliards de dollars. Après cette opération, les actionnaires de Pioneer Natural Resources détiendront 76 % du nouvel ensemble.
En avril 2021, Pioneer Natural Resources annonce l'acquisition de DoublePoint Energy, une entreprise américaine fondée en 2018 spécialisée dans le gaz de schiste, pour 6,4 milliards de dollars.
En octobre 2023, ExxonMobil annonce l'acquisition de Pioneer Natural Resources pour 60 milliards de dollars, dans le but de renforcer sa présence dans le bassin permien.